# Лук'янівська сільська рада (Баштанський район)
Лук'я́нівська сільська́ ра́да — адміністративно-територіальна одиниця та орган місцевого самоврядування в Баштанському районі Миколаївської області. Адміністративний центр — село Лук'янівка.

## Загальні відомості
- Населення ради: 1 026 осіб (станом на 2001 рік)

## Населені пункти
Сільській раді підпорядковані населені пункти:
- с. Лук'янівка
- с. Архангельське
- с. Лисянка
- с. Михайлівка

## Склад ради
Рада складалася з 16 депутатів та голови.
- Голова ради: Подпальна Любов Анатоліївна
- Секретар ради: Татарчук Галина Олександрівна

### Керівний склад попередніх скликань
| Прізвище, ім'я, по батькові | Основні відомості                                                         | Дата обрання | Дата звільнення |
| --------------------------- | ------------------------------------------------------------------------- | ------------ | --------------- |
| Подпальна Любов Анатоліївна | Сільський голова, 1964 року народження, освіта вища, член Народної партії | 26.03.2006   | 31.10.2010      |
| Подпальна Любов Анатоліївна | Сільський голова, 1964 року народження, освіта вища, член Партії регіонів | 31.10.2010   |                 |

Примітка: таблиця складена за даними сайту Верховної Ради України

### Депутати
За результатами місцевих виборів 2010 року депутатами ради стали:

#### За суб'єктами висування
| Суб'єкт висування                 | Кількість обраних депутатів | %    |
| --------------------------------- | --------------------------- | ---- |
| Партія регіонів                   | 11                          | 68,8 |
| Політична партія «Сильна Україна» | 3                           | 18,8 |
| Народна партія                    | 1                           | 6,3  |
| Самовисування                     | 1                           | 6,3  |

#### За округами
| № округу                          | Прізвище, ім'я, по батькові    | Дата визнання обраним | Освіта             | Партійна приналежність                  | Відомості про обраного депутата |
| --------------------------------- | ------------------------------ | --------------------- | ------------------ | --------------------------------------- | --- |
| Народна Партія                    |                                |                       |                    |                                         | |
| 4                                 | Калашник Марія Антонівна       | 04.11.2010            | середня спеціальна | позапартійна                            | пенсіонер |
| Партія регіонів                   |                                |                       |                    |                                         | |
| 1                                 | Чегринець Діана Дмитрівна      | 04.11.2010            | середня            | позапартійна                            | приватний підприємець |
| 2                                 | Бурлаченко Світлана Вікторівна | 04.11.2010            | середня спеціальна | позапартійна                            | Ленінська сільська рада, діловод |
| 5                                 | Петров Ігор Анатолійович       | 04.11.2010            | вища               | позапартійний                           | тимчасово не працює |
| 6                                 | Дрібко Олена Михайлівна        | 04.11.2010            | середня спеціальна | позапартійна                            | Ленінська сільська рада, завідувачка ФАПу |
| 7                                 | Ткаченко Микола Олександрович  | 04.11.2010            | середня            | член Партії регіонів                    | тимчасово не працює |
| 8                                 | Олійник Ольга Леонідівна       | 04.11.2010            | середня            | член Партії регіонів                    | Управління праці та соціального захисту населення Баштанської райдержадміністрації, соціальний працівник                                        |
| 9                                 | Сімаченко Ольга Іванівна       | 04.11.2010            | середня            | позапартійна                            | Лук'янівський дошкільний навчальний заклад «Веселка», кухар                                                                                     |
| 13                                | Тіхонова Наталія Володимирівна | 04.11.2010            | середня            | позапартійна                            | тимчасово не працює |
| 14                                | Лисенко Олександр Миколайович  | 04.11.2010            | вища               | позапартійний                           | Лук'янівська загальноосвітня школа, вчитель |
| 15                                | Грибов Руслан Валерійович      | 04.11.2010            | середня спеціальна | позапартійний                           | тимчасово не працює |
| 16                                | Маценко Руслан Іванович        | 04.11.2010            | середня            | член Партії регіонів                    | тимчасово не працює |
| Політична партія «Сильна Україна» |                                |                       |                    |                                         | |
| 3                                 | Несук Тетяна Іванівна          | 04.11.2010            | вища               | член Політичної партії «Сильна Україна» | Ленінська сільська рада, спеціаліст землевпорядник                                                                                              |
| 11                                | Суш Валентина Іванівна         | 04.11.2010            | середня спеціальна | член Політичної партії «Сильна Україна» | Ленінська сільська рада, головний бухгалтер |
| 12                                | Шулепа Наталія Вікторівна      | 04.11.2010            | вища               | член Політичної партії «Сильна Україна» | Управління праці та соціального захисту населення Баштанської райдержадміністрації, працівник територіального центру соціального обслуговування |
| Самовисування                     |                                |                       |                    |                                         | |
| 10                                | Тітенко Людмила Олексіївна     | 02.04.2013            | вища               | член Партії регіонів                    | Новоіванівська ЗОШ 1-2 ст. Баштанського р-ну Миколаївської області, вчитель математики                                                          |

## Населення
Згідно з переписом УРСР 1989 року чисельність наявного населення сільської ради становила 1003 особи, з яких 472 чоловіки та 531 жінка.
За переписом населення України 2001 року в селі мешкало 1019 осіб.

### Мова
Розподіл населення за рідною мовою за даними перепису 2001 року:
| Мова       | Відсоток |
| ---------- | -------- |
| українська | 92,01 %  |
| російська  | 5,07 %   |
| молдовська | 0,78 %   |
| болгарська | 0,49 %   |
| вірменська | 0,19 %   |
| білоруська | 0,10 %   |
| гагаузька  | 0,10 %   |
| інші       | 1,26 %   |